# Zdeněk Klanica
Zdeněk Klanica (28. listopadu 1938 Troubsko – 29. července 2014 Brno) byl český archeolog specializující se na období Velké Moravy a politik KSČM, po sametové revoluci československý poslanec Sněmovny národů Federálního shromáždění, v 90. letech poslanec Poslanecké sněmovny.

## Biografie
Narodil se 28. listopadu 1938 v Troubsku u Brna v rodině učitele. Vyrůstal v Dolních Věstonicích na Mikulovsku. Maturoval v Mikulově, pak vystudoval archeologii na Univerzitě Jana Evangelisty Purkyně v Brně (dnešní Masarykova univerzita), kde promoval roku 1960. Nastoupil jako odborný asistent do Archeologického ústavu Československé akademie věd.
V letech 1960–1990 působil jako archeolog na výzkumu slovanského hradiště v Mikulčicích, přičemž roku 1963 se stal zástupcem vedoucího a od roku 1975 byl vedoucím tamních archeologických prací. Podílel se na mnoha nálezech v této lokalitě, včetně významných sakrálních staveb. Vedl také výzkumné práce v Nechvalíně, Mutěnicích, Prušánkách a dalších lokalitách. Podílel se také na přípravě výstav o Velké Moravě a vydal několik monografií o této historické etapě.
V 70. letech byl agentem, důvěrníkem a tajným spolupracovníkem Státní bezpečnosti.

### Politické angažmá
Po roce 1989 se politicky angažoval. Ve volbách roku 1992 byl za KSČM, respektive za koalici Levý blok, zvolen do české části Sněmovny národů (volební obvod Jihomoravský kraj). Ve Federálním shromáždění setrval do zániku Československa v prosinci 1992.
Ve volbách v roce 1996 byl zvolen do Poslanecké sněmovny Parlamentu České republiky za KSČM a poslanecký mandát obhájil ve volbách roku 1998. V dolní komoře českého parlamentu setrval do roku 2002. Ve volbách do Evropského parlamentu v roce 2004 neúspěšně kandidoval za KSČM do EP.
Působil po jistou dobu i jako místopředseda ÚV KSČM.
V roce 2009 mu hejtman Michal Hašek udělil Cenu Jihomoravského kraje. Zemřel v Brně 29. července 2014. Krátce po Klanicově smrti, dne 28. října 2014, mu prezident Miloš Zeman udělil medaili Za zásluhy I. stupně in memoriam.

## Publikace
- Práce klenotníků na slovanských hradištích. Praha: Academia, 1974
- Počátky slovanského osídlení našich zemí. Praha: Academia, 1986
- STUCHLÍK, Stanislav, Zdeněk KLANICA a Zdeněk MĚŘÍNSKÝ. Pravěk a středověk Ždánicka. Brno: Moravskoslezský archeologický klub, 1997
- Tajemství hrobu moravského arcibiskupa Metoděje. 2., přeprac. a dopl. vyd. Praha: Futura, 2002, ISBN 80-85523-87-6.
- Počátky Slovanů. Praha: 2009, ISBN 978-80-254-5298-1.